# Lijst van gemeentelijke monumenten in Arnhem/Velperweg

Velperweg en omgeving

De wijk Velperweg e.o., onderdeel van de gemeente Arnhem, kent 51 gemeentelijke monumenten. Hieronder een overzicht.

## Angerenstein
De buurt Angerenstein kent 12 gemeentelijke monumenten:
| Object            | Bouwjaar         | Architect | Locatie                           | Coördinaten                   | Nr.         | Afbeelding        |
| ----------------- | ---------------- | --------- | --------------------------------- | ----------------------------- | ----------- | ----------------- |
| Flatgebouwen      | 1953             |           | Bernhardlaan 7 t/m 25             | 51° 59' 43" NB, 5° 56' 22" OL | 0202/WN0038 | Flatgebouwen      |
| Flatgebouwen      | 1953             |           | Bernhardlaan 27 t/m 45            | 51° 59' 45" NB, 5° 56' 26" OL | 0202/WN0039 | Flatgebouwen      |
| Flatgebouwen      | 1953             |           | Lippe Biesterfeldstraat 1 t/m 19  | 51° 59' 44" NB, 5° 56' 20" OL | 0202/WN0957 | Flatgebouwen      |
| Flatgebouwen      | 1953             |           | Lippe Biesterfeldstraat 21 t/m 39 | 51° 59' 47" NB, 5° 56' 23" OL | 0202/WN0958 | Flatgebouwen      |
| Koetshuis         | circa 1910       |           | Julianalaan 5                     | 51° 59' 44" NB, 5° 56' 15" OL | 0202/WN1106 | Koetshuis         |
| Koetshuis         | 1910             |           | Julianalaan 7                     | 51° 59' 44" NB, 5° 56' 15" OL | 0202/WN1107 | Koetshuis         |
| Landhuis          | 1930             |           | Julianalaan 11                    | 51° 59' 42" NB, 5° 56' 14" OL | 0202/WN1108 | Landhuis          |
| Landhuis          | 1930             |           | Julianalaan 15                    | 51° 59' 42" NB, 5° 56' 14" OL | 0202/WN1109 | Landhuis          |
| Park Angerenstein |                  |           | Julianalaan 60                    | 51° 59' 40" NB, 5° 56' 18" OL | 0202/WN1110 | Park Angerenstein |
| Toegangshek       |                  |           | Julianalaan 100                   | 51° 59' 29" NB, 5° 56' 32" OL | 0202/WN1111 | Toegangshek       |
| Dubbele villa     | 1915             |           | Van der Duyn van Maasdamlaan 2    | 51° 59' 23" NB, 5° 56' 14" OL | 0202/WN1850 | Dubbele villa     |
| Dubbele villa     | 1915, circa 1900 |           | Velperweg 101 B                   | 51° 59' 23" NB, 5° 56' 14" OL | 0202/WN1966 | Dubbele villa     |

## Fabrieksterrein Enka
De buurt Fabrieksterrein Enka kent 4 gemeentelijke monumenten:
| Object      | Bouwjaar | Architect  | Locatie       | Coördinaten                   | Nr.         | Afbeelding  |
| ----------- | -------- | ---------- | ------------- | ----------------------------- | ----------- | ----------- |
| Gehoorzaal  | 1948     |            | Tivolilaan 10 | 51° 59' 14" NB, 5° 55' 49" OL | 0202/WN1768 | Upload foto |
| Gedenkteken | 1950     |            | Tivolilaan 10 | 51° 59' 11" NB, 5° 55' 55" OL | 0202/WN1769 | Upload foto |
| Beeld       | 1928     |            | Tivolilaan 10 | 51° 59' 13" NB, 5° 56' 6" OL  | 0202/WN1770 | Upload foto |
| 'Roosje'    | 1938     | Hildo Krop | Tivolilaan 10 | 51° 59' 17" NB, 5° 55' 57" OL | 0202/WN1771 | 'Roosje'    |

## Molenbeke
De buurt Molenbeke kent 9 gemeentelijke monumenten:
| Object                       | Bouwjaar         | Architect | Locatie          | Coördinaten                   | Nr.         | Afbeelding                   |
| ---------------------------- | ---------------- | --------- | ---------------- | ----------------------------- | ----------- | ---------------------------- |
| Poortgebouwtjes              | 1900             |           | Sasboutstraat 18 | 51° 59' 11" NB, 5° 55' 46" OL | 0202/WN1243 | Poortgebouwtjes              |
| Poortgebouwtjes              | 1900             |           | Sasboutstraat 20 | 51° 59' 11" NB, 5° 55' 46" OL | 0202/WN1244 | Poortgebouwtjes              |
| Vrijstaande villa Villa Arno | 1895, circa 1900 |           | Vosdijk 2        | 51° 59' 16" NB, 5° 55' 44" OL | 0202/WN1980 | Vrijstaande villa Villa Arno |
| Voorm. villa                 | 1910, circa 1900 |           | Velperweg 8      | 51° 59' 6" NB, 5° 55' 20" OL  | 0202/WN1951 | Voorm. villa                 |
| Villa                        | 1850, circa 1880 |           | Velperweg 28     | 51° 59' 9" NB, 5° 55' 27" OL  | 0202/WN1958 | Villa                        |
| Herenhuizen                  | circa 1880       |           | Velperweg 52     | 51° 59' 15" NB, 5° 55' 41" OL | 0202/WN1962 | Herenhuizen                  |
| Herenhuizen                  | 1880             |           | Velperweg 54     | 51° 59' 15" NB, 5° 55' 41" OL | 0202/WN1963 | Herenhuizen                  |
| Herenhuizen                  | 1880             |           | Velperweg 56     | 51° 59' 15" NB, 5° 55' 42" OL | 0202/WN1964 | Herenhuizen                  |
| Villa                        | 1895, circa 1900 |           | Velperweg 58     | 51° 59' 16" NB, 5° 55' 43" OL | 0202/WN1965 | Villa                        |

## Paasberg
De buurt Paasberg kent 8 gemeentelijke monumenten:
| Object                            | Bouwjaar         | Architect | Locatie             | Coördinaten                   | Nr.         | Afbeelding                        |
| --------------------------------- | ---------------- | --------- | ------------------- | ----------------------------- | ----------- | --------------------------------- |
| Voorm. kerkgebouw (Paasbergkerk)  | 1932             |           | De Genestetstraat 2 | 51° 59' 45" NB, 5° 56' 49" OL | 0202/WN0390 | Meer afbeeldingen                 |
| Grenspaal 18                      |                  |           | Paasberglaan 57     | 51° 59' 58" NB, 5° 57' 1" OL  | 0202/WN1567 | Grenspaal 18                      |
| Grenspaal                         |                  |           | Paasberglaan 57     | 52° 0' 1" NB, 5° 56' 60" OL   | 0202/WN1568 | Grenspaal                         |
| Grenspaal 19                      | 1756             |           | Velperweg 157       | 51° 59' 39" NB, 5° 57' 9" OL  | 0202/WN1967 | Grenspaal 19                      |
| Grenspaal                         | circa 1756       |           | Velperweg 157       | 51° 59' 39" NB, 5° 57' 9" OL  | 0202/WN1968 | Upload foto                       |
| Koetshuis met 2 woningen          | circa 1889       |           | Velperweg 160       | 51° 59' 33" NB, 5° 56' 55" OL | 0202/WN1969 | Koetshuis met 2 woningen          |
| Voorm. tolhuisje Het Oude Tolhuys | 1882, circa 1880 |           | Velperweg 166       | 51° 59' 34" NB, 5° 56' 56" OL | 0202/WN1970 | Voorm. tolhuisje Het Oude Tolhuys |

## Plattenburg
De buurt Plattenburg kent 5 gemeentelijke monumenten:
| Object          | Bouwjaar | Architect | Locatie             | Coördinaten                   | Nr.         | Afbeelding        |
| --------------- | -------- | --------- | ------------------- | ----------------------------- | ----------- | ----------------- |
| Dubbel woonhuis | 1880     |           | Oude Velperweg 29   | 51° 59' 19" NB, 5° 56' 13" OL | 0202/WN1562 | Dubbel woonhuis   |
| Dubbel woonhuis | 1880     |           | Oude Velperweg 31   | 51° 59' 19" NB, 5° 56' 14" OL | 0202/WN1563 | Dubbel woonhuis   |
| Kerk            | 1953     |           | Oude Velperweg 54   | 51° 59' 22" NB, 5° 56' 27" OL | 0202/WN1564 | Meer afbeeldingen |
| Kerk            | 1953     |           | Oude Velperweg 54 A | 51° 59' 22" NB, 5° 56' 27" OL | 0202/WN1565 | Meer afbeeldingen |
| Kerk            | 1953     |           | Oude Velperweg 56   | 51° 59' 23" NB, 5° 56' 28" OL | 0202/WN1566 | Meer afbeeldingen |

## Velperweg-Noord
De buurt Velperweg-Noord kent 13 gemeentelijke monumenten:
| Object                  | Bouwjaar         | Architect | Locatie        | Coördinaten                   | Nr.         | Afbeelding              |
| ----------------------- | ---------------- | --------- | -------------- | ----------------------------- | ----------- | ----------------------- |
| Voorm. dubbele villa    | 1853, circa 1890 |           | Hoflaan 1      | 51° 59' 16" NB, 5° 55' 37" OL | 0202/WN0978 | Voorm. dubbele villa    |
| Voorm. dubbele villa    | 1853             |           | Hoflaan 1 A    | 51° 59' 16" NB, 5° 55' 37" OL | 0202/WN0979 | Voorm. dubbele villa    |
| Voorm. dubbele villa    | 1853             |           | Hoflaan 1 B    | 51° 59' 16" NB, 5° 55' 37" OL | 0202/WN0980 | Voorm. dubbele villa    |
| Voorm. dubbele villa    | 1853             |           | Hoflaan 1 C    | 51° 59' 16" NB, 5° 55' 37" OL | 0202/WN0981 | Voorm. dubbele villa    |
| Herenhuis De Opbouw     | circa 1872       |           | Velperweg 11   | 51° 59' 8" NB, 5° 55' 19" OL  | 0202/WN1952 | Herenhuis De Opbouw     |
| Herenhuis               | 1872             |           | Velperweg 13   | 51° 59' 8" NB, 5° 55' 19" OL  | 0202/WN1953 | Herenhuis               |
| Herenhuis               | 1872, circa 1900 |           | Velperweg 15   | 51° 59' 8" NB, 5° 55' 20" OL  | 0202/WN1954 | Herenhuis               |
| Voorm. villa            | 1907, circa 1880 |           | Velperweg 17   | 51° 59' 9" NB, 5° 55' 20" OL  | 0202/WN1955 | Voorm. villa            |
| Voorm. villa            | 1888, circa 1875 |           | Velperweg 19   | 51° 59' 9" NB, 5° 55' 21" OL  | 0202/WN1956 | Voorm. villa            |
| Voorm. villa            | 1870             |           | Velperweg 23   | 51° 59' 10" NB, 5° 55' 23" OL | 0202/WN1957 | Voorm. villa            |
| School                  | 1924, circa 1920 |           | Velperweg 39   | 51° 59' 15" NB, 5° 55' 35" OL | 0202/WN1959 | School                  |
| Helft van dubbele villa | 1853             |           | Velperweg 43   | 51° 59' 16" NB, 5° 55' 37" OL | 0202/WN1960 | Helft van dubbele villa |
| Helft van dubbele villa | 1853, circa 1890 |           | Velperweg 43 A | 51° 59' 16" NB, 5° 55' 37" OL | 0202/WN1961 | Helft van dubbele villa |